# Message from Mom
Message from Mom (Nachricht von Mama) è una serie televisiva tedesca composta da 8 episodi, trasmessa su Sat.1 dal 7 al 28 febbraio 2022.
In Italia la serie è stata distribuita in esclusiva sul servizio di streaming Mediaset Infinity il 26 giugno 2024.

## Trama
La giovane madre Elli May lascia a suo marito Tobias May e alla sua famiglia un'eredità travolgente per il periodo successivo alla sua morte a causa del cancro.

## Episodi
| Stagione       | Episodi | Episodi | Prima TV Germania | Pubblicazione Italia |
| -------------- | ------- | ------- | ----------------- | -------------------- |
| Prima stagione | 8       | 8       | 2022              | 2024                 |

## Personaggi e interpreti

### Personaggi principali
- Elli May, interpretata da Jessica Ginkel, doppiata da Francesca Manicone.
- Tobias May, interpretato da Golo Euler, doppiato da Edoardo Stoppacciaro.
- Lisa May, interpretata da Mathilda Smidt, doppiata da Alice Porto.
- Barbara Stolzmann, interpretata da Claudia Rieschel, doppiata da Barbara Castracane.
- Yasmin Nabavi, interpretata da Julia Goldberg, doppiata da Rossa Caputo.
- Katrin Klein, interpretata da Marlene Morreis, doppiata da Maria Letizia Scifoni.

### Personaggi secondari
- Till Schrader, interpretato da Tim Oliver Schultz, doppiato da Flavio Aquilone.
- Henni, interpretata da Carla Njine, doppiata da Veronica Benassi.
- Lennart May, interpretato da Luke Matt Röntgen, doppiato da Emanuele Suarez.
- Leon May, interpretato da Matteo Hilterscheid, doppiato da Alexander Gusev.
- Ly Quinh Stolzmann, interpretata da Linda Chang, doppiata da Letizia Ciampa.
- Nadja, interpretata da Karolina Lodyga, doppiata da Gemma Donati.
- Vadim, interpretato da Joan Pascu, doppiato da Ivan Melkumjan.
- Emil, interpretato da Jonathan Ohlrogge, doppiato da Vittorio Thermes.
- Rainer Stolzmann, interpretato da Helmut Zierl.
- Kilian, interpretato da Sascha Weingarten, doppiato da Gabriele Vender.
- Schulleiter Sievers, interpretato da Albrecht Ganskopf.
- Lehrer, interpretato da Jörn Knebel.
- Ben, interpretato da Tobias Licht.
- Cardiologa, interpretata da Yasmina Djaballah.
- Ginecologa, interpretata da Oceana Mahlmann.
- Figlia di Nadja, interpretata da Hanna Heckt.

## Produzione
La serie è creata da Sabine Leipert, Claudia Leins e Suki Maria Roessel, i quali hanno anche firmato la sceneggiatura, mentre quest'ultima ha condiviso la regia con Felix Binder e prodotta da Pyjama Pictures GmbH.